# Tuńczyki
Tuńczyki (Thunnini) – plemię obejmujące kilkanaście gatunków dużych, drapieżnych, morskich ryb okoniokształtnych z rodziny makrelowatych (Scombridae).

## Występowanie
Zasiedlają głównie tropikalne akweny Atlantyku, Pacyfiku i mórz przyległych (np. Morza Śródziemnego), ale bywają też spotykane na Morzu Północnym i Morzu Barentsa.

## Cechy charakterystyczne
Mają torpedowaty kształt ciała z księżycowo wciętą płetwą ogonową. Osiągają długość do 4 metrów, masę do 700 kg.
Są doskonałymi pływakami, szybciej od tuńczyków pływa jedynie włócznik (miecznik). Ciało tuńczyków wykazuje w czasie ruchu temperaturę o kilka stopni wyższą od temperatury ich otoczenia. Jest to spowodowane odpowiednim ukrwieniem skóry i mięśni podskórnych.
Żyją w ławicach, odbywają dalekie wędrówki w poszukiwaniu pożywienia.

## Znaczenie gospodarcze
Mięso tuńczyka jest bogate w witaminy A i D. Spożywane jest wędzone, suszone, konserwowane oraz surowe.
Największe znaczenie gospodarcze mają:
- tuńczyk błękitnopłetwy – największy z tuńczyków, do 700 kg,
- tuńczyk długopłetwy – do 60 kg,
- opastun (t. wielkooki, patuda, ang. bigeye) – do 180 kg,
- tuńczyk bonito – (mały, ang. skipjack) – do 20 kg.

Tuńczyk poławiany jest od starożytności. Do dziś połowy tuńczyka są ważne w rybołówstwie. Statki do połowu tuńczyków nazywane są tuńczykowcami. Techniki połowu tuńczyków są różne (wędy ciągnione, sieci dryfujące i inne), ale nie wszystkie są dozwolone prawem regulującym szczegółowo techniki połowu. Ograniczenia te uzasadnione są zasadniczo dwiema grupami powodów: po pierwsze zmniejszają możliwość ponadnormatywnego trzebienia stad tuńczyków, a po drugie zmniejszają prawdopodobieństwo równoczesnego niszczenia delfinów zazwyczaj pojawiających się w pobliżu ławic tuńczyków (delfiny żywią się tuńczykami).
Tuńczyk błękitnopłetwy jest jedną z najcenniejszych ryb na świecie. W USA kosztuje od 13 do 22 dolarów za funt. Wysyłany samolotem do Japonii ten sam świeży tuńczyk jest sprzedawany na targu po 360 dolarów za kilogram. Największe okazy osiągają jeszcze wyższe ceny, dochodzące do 525 euro za kilogram. Tuńczyki pozostałych gatunków nie są aż tak cenne, kilka dolarów za kilogram świeżej ryby.
Połów tuńczyków jest też dyscypliną wędkarstwa pełnomorskiego.

## Systematyka
Plemię obejmuje następujące rodzaje i gatunki:
Rodzaj Thunnus

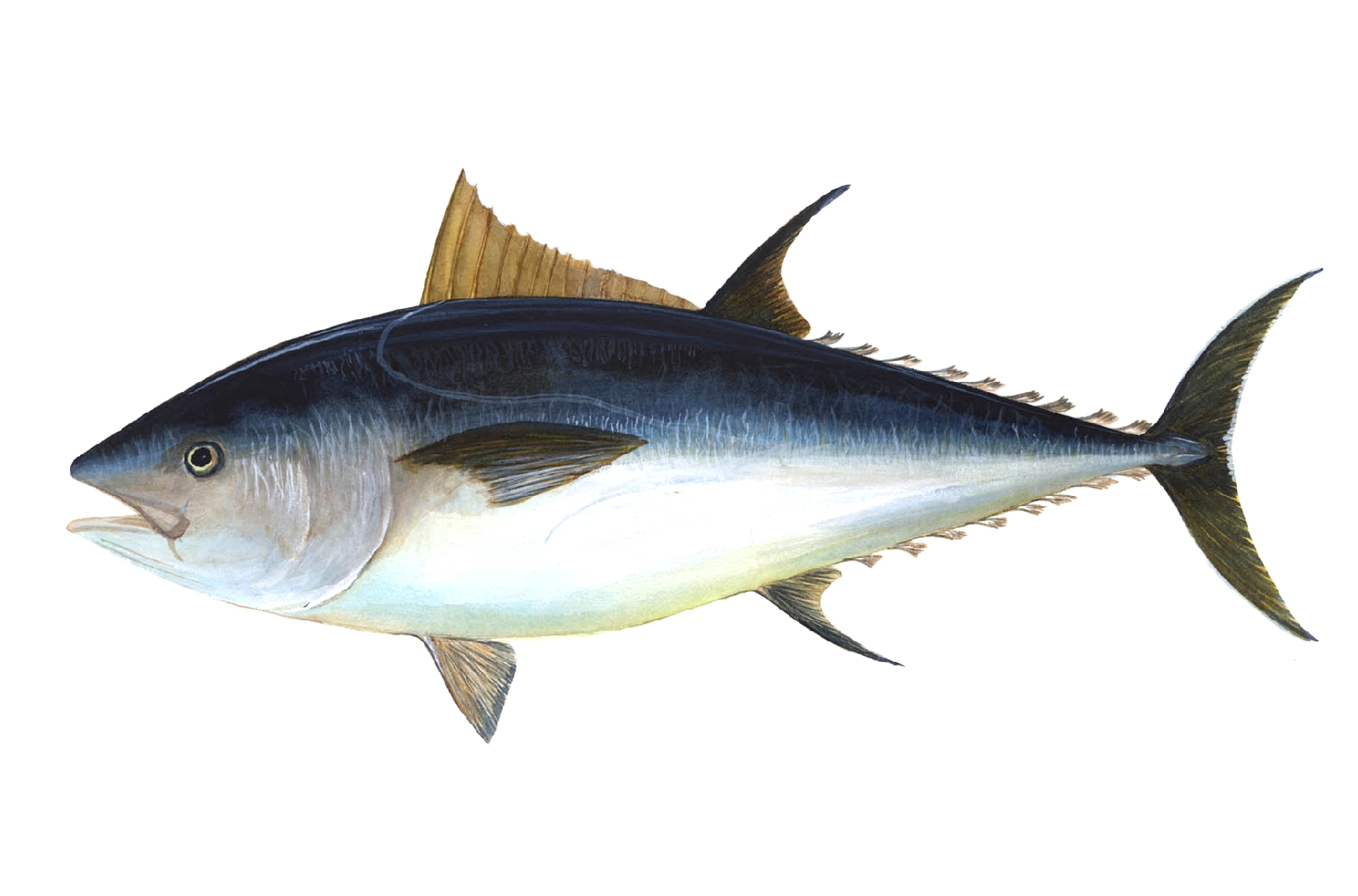
Tuńczyk błękitnopłetwy

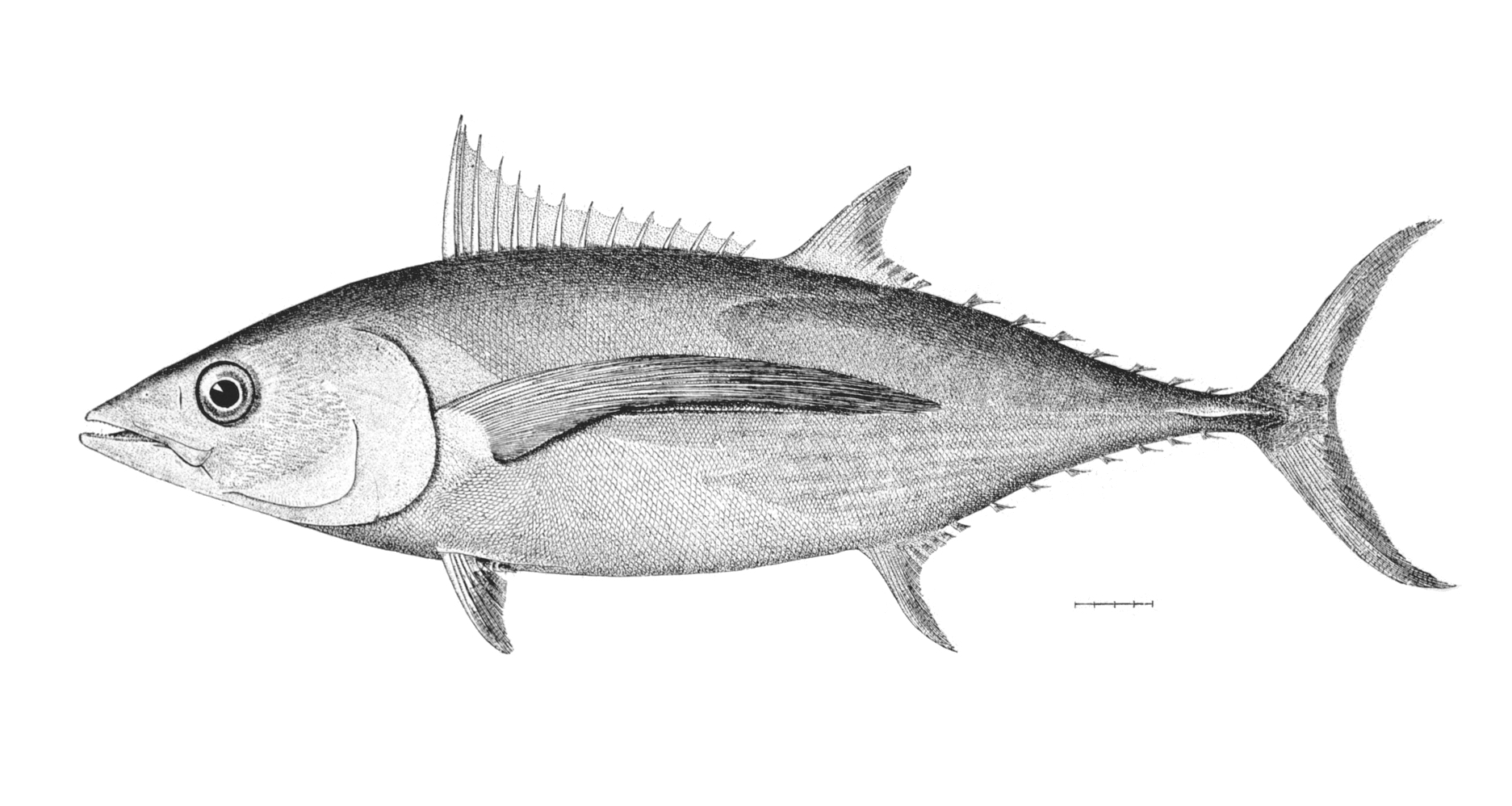
Tuńczyk długopłetwy, rysunek z 1878

- Thunnus alalunga – tuńczyk długopłetwy, t. biały
- Thunnus albacares – tuńczyk żółtopłetwy, albakora
- Thunnus atlanticus – tuńczyk atlantycki, t. czarnopłetwy
- Thunnus maccoyii – tuńczyk południowy
- Thunnus obesus – opastun, tuńczyk wielkooki, t. wielkooczny, patuda
- Thunnus orientalis
- Thunnus thynnus – tuńczyk błękitnopłetwy, t. zwykły[5], t. niebieskopłetwy, t. czerwony, t. północny
- Thunnus tonggol – tuńczyk tongol

- Rodzaj: Katsuwonus
  - bonito (tuńczyk bonito, mały) (Katsuwonus pelamis syn. Euthynnus pelamis)
- Rodzaj: Auxis
  - tazar marun (Auxis rochei)
  - tazar (Auxis thazard)
- Rodzaj: Euthynnus
  - tunek wschodni (Euthynnus affinis)
  - tunek atlantycki (Euthynnus alletteratus)
  - tunek czarny (Euthynnus lineatus)